# Whitfieldia purpurata
Whitfieldia purpurata är en akantusväxtart som först beskrevs av Raymond Benoist, och fick sitt nu gällande namn av Hermann Heino Heine. Whitfieldia purpurata ingår i släktet Whitfieldia och familjen akantusväxter. Inga underarter finns listade i Catalogue of Life.